# Ruth Belville
Elizabeth Ruth Naomi Belville (Londres, 5 de marzo de 1854-7 de diciembre de 1943), también conocida como la Dama del Tiempo de Greenwich, fue una mujer de negocios británica. Ella, su madre Mary y su padre John Henry, vendían a la gente el tiempo. Esto se hacía mediante la sincronización de su reloj con la hora del reloj del Real Observatorio de Greenwich y luego vendiendo a la gente el poder consultarlo.

## Historia

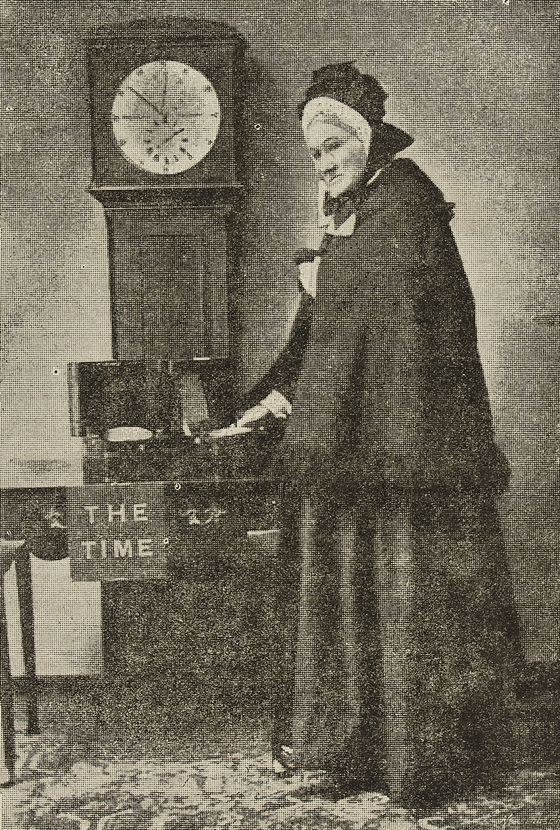
Maria Belville, madre de Ruth, de quien heredó el negocio de «vender tiempo».

El padre de Ruth Belville, John Henry Belville, creó un servicio para 200 clientes en 1836. Cada mañana, John Henry iba al Real Observatorio de Greenwich, donde había trabajado, y ponía su reloj en hora con el de Greenwich. A continuación, partía en su calesa y sincronizaba los relojes de los clientes, suscritos al servicio, con el suyo.
John Henry continuó con este servicio hasta su muerte en 1856. Su viuda, Mary, se hizo cargo del negocio y continuó hasta su jubilación en 1892, cuando ella estaba en sus ochenta años. La hija, Ruth Belville, se hizo cargo de la empresa en ese momento, hasta 1940, cuando la Segunda Guerra Mundial ya había comenzado. Belville sobrepasaba los ochenta años cuando se retiró, y murió a los 90 años.
El reloj utilizado por la compañía fue un John Arnold de bolsillo con cronómetro, modelo N.º 485/786, apodado "Arnold". Fue fabricado originalmente para el duque de Sussex con caja de oro. Cuando John Henry lo recibió, lo cambió a una caja de plata porque estaba preocupado por el posible robo de un reloj de oro. Cuando Ruth murió, el reloj quedó en posesión de la Compañía de Relojeros de Londres.

## Crítica
El negocio de Belville cayó en picado desde que St John Wynne, un director de la Standard Time Company, puso a la venta un servicio de hora por telegrafía y se convirtió en el principal competidor de Belville. Wynne realizó un discurso en el United Wards Club atacando a Belville, haciendo ver «que su método Belville estaba increíblemente obsoleto», y también insinuó que «ella había usado su feminidad en los negocios».
El discurso fue publicado por el periódico The Times, pero el artículo no mencionó a la Standard Time Company y el hecho de que él era el competidor de Belville. A raíz de los comentarios publicados, Belville fue increpada sobre su negocio y también sobre el posible escándalo que quedaba implícito en el discurso de Wynne. Sin embargo, Belville manejó la situación, convirtiéndola en publicidad y en un incremento de las ventas. Belville dijo que todo lo que había hecho Wynne fue darle publicidad gratuita.